# Ernst von Craushaar

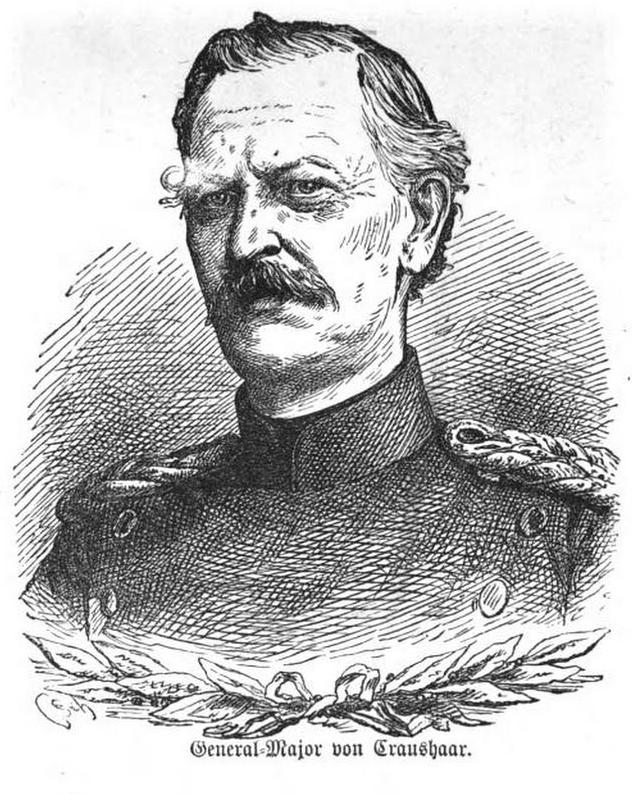
Ernst Adolph von Craushaar (1815–1870)

Ernst Adolph von Craushaar (* 7. April 1815 in Hohenbocka; † 18. August 1870 bei St. Privat gefallen) war ein königlich-sächsischer Generalmajor, Kommandeur der 1. Infanterie-Brigade und Porträtmaler.

## Leben

### Herkunft
Ernst entstammt dem kurfürstlich-hannoverschen Adelsgeschlecht von Craushaar. Er war der älteste Sohn des sächsischen Hauptmanns Ernst von Craushaar (1782–1822) und dessen Ehefrau Margarete, geborene von Götz (1787–1820).

### Militärkarriere
Craushaar besuchte das Kadettenhaus in Dresden und trat am 1. Juli 1835 als Portepeefähnrich in das 1. Infanterie-Regiment „Prinz Anton“ der Sächsischen Armee ein. Dort avancierte er bis 1849 zum Hauptmann ernannt und erhielt im gleichen Jahr für die Niederschlagung der Revolutionären Unruhen in Zwickau das Ritterkreuz des Veridnetsordens. Bis 1863 stieg Craushaar zum Oberstleutnant auf. Als Kommandeur des 12. Infanterie-Bataillon wurde er während des Krieges gegen Preußen am 21. Juni 1866 für sein Verhalten in der Schlacht bei Königgrätz mit dem Ritterkreuz des Militär-St.-Heinrichs-Ordens beliehen.
Nach dem Tod des Brigadegenerals von Carlowitz übernahm Craushaar während des Krieges das Kommando über die 3. Infanterie-Brigade „Prinz Georg“. Er wurde 1866 zum Oberst und am 18. Juni 1867 zum Generalmajor befördert. Am 2. März 1868 kam er als Kommandeur in die 1. Infanterie-Brigade. Craushaar war körperlich und geistig gleich ausgezeichnet, auch besaß er in hohem Maß das Vertrauen seiner Untergebenen.
Im Krieg gegen Frankreich führte Craushaar am 18. August 1870 von 5 Uhr morgens die Vorhut des Sächsischen Armeekorps. Um 6 Uhr abends leitete er während der Schlacht bei Gravelotte den Angriff seiner Brigade auf St. Privat. Nachdem sein Pferd getötet worden war und auch die Pferde der Offiziere und seiner Umgebung ebenfalls zum großen Teil gefechtsunfähig waren, stürmte er zu Fuß mit den in Kompaniekolonnen auseinander gezogenen Bataillonen seiner Brigade gegen das Angriffsziel. Eben im Begriff, einige Anordnungen zum konzentrischen Vorgehen gegen den Feind zu geben, traf ihn in Entfernung von ca. 200 Schritt vor der Ringmauer von St. Privat eine Gewehrkugel in die Schulter und das Rückgrat, woran Craushaar Minuten später verstarb. Abends 7 Uhr verschied der allgemein geachtete General. Kurz zuvor war schon sein Schwiegersohn, Hauptmann Eduard von Pape, gefallen.
In der Nacht vom 18. auf den 19. August wurde seine Leiche in Sainte-Marie-aux-Chênes untergebracht und am 19. August im Beisein des Prinzen Georg von Sachsen auf dem Friedhof der Erde übergeben. Später brachten Angehörige die Leiche nach Dresden. Das von Gustav Adolf Knittel geschaffene Denkmal bei St. Privat ist noch vorhanden. Auch findet sich am Eingang zum Turm der Garnisonkirche in Dresden eine Erinnerungsplakette.

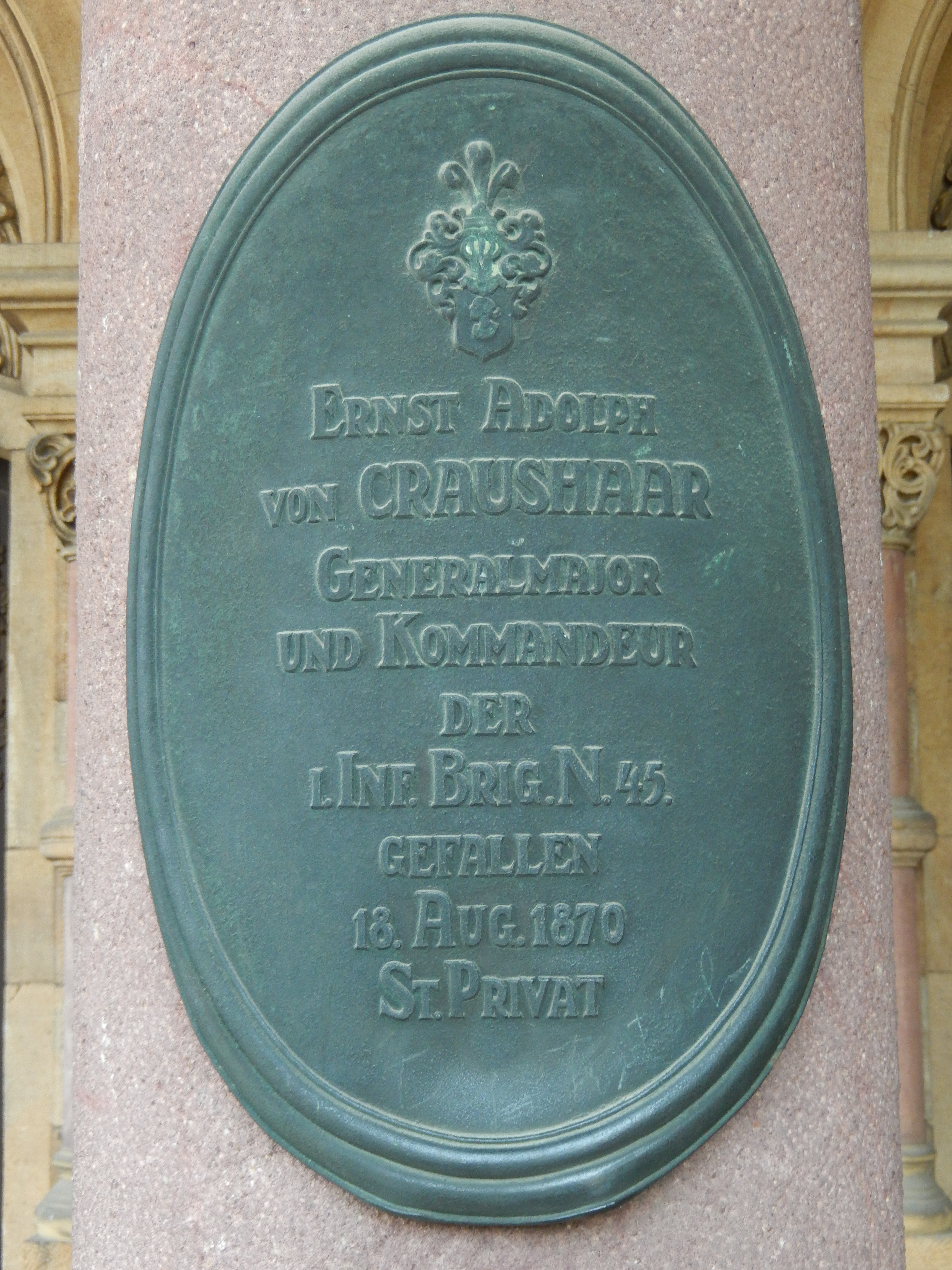
Erinnerungsplakette an der Garnisonskirche St. Martin

Neben seiner militärischen Tätigkeit war Craushaar auch als Porträtmaler in allen Kreisen Sachsens bekannt. Von ihm sind zahlreiche Bilder erhalten. Er war ein Schüler des Malers Ferdinand von Rayski.

## Familie
Craushaar heiratete am 28. Mai 1838 Franzisca von Puteani (1814–1900). Das Paar hatte vier Kinder:
- Ernst Emanuel (*/† 1839)
- Franziska („Fanny“) Margarete Auguste (* 1840)
- Rudolf Ernst (* 1841), sächsischer Major a. D. ⚭ Doris Emmeline Scheffler (* 1843)
- Margarete Antonie Charlotte (* 1845) ⚭ 1869 Eduard von Pape (1835–1870), königlich sächsischer Hauptmann[7]